# Prinzhorn Group
Die Prinzhorn Group ist eine österreichische Unternehmensgruppe auf dem Gebiet der Papier- und Verpackungsmittelherstellung. Der Konzern um die Prinzhorn Holding GmbH wird durch die Divisionen Hamburger Recycling, Hamburger Containerboard und Dunapack Packaging gebildet. Die Unternehmensgruppe befindet sich in Besitz der Thomas Prinzhorn Privatstiftung.

## Geschichte
Der Konzern hat seine Wurzeln in der Papierfabrik W. Hamburger aus Pitten, die 1853 durch Wilhelm Hamburger gegründet wurde. Im Jahr 1866 eröffnete Anton Mosburger ein Verpackungsmittelwerk in Wien. Dieses wurde 1959 durch W. Hamburger übernommen. Ab 1972 führte Thomas Prinzhorn das Unternehmen. Unter seiner Leitung wurde 1989 das Papierunternehmen der Familie Rieger im deutschen Trostberg übernommen, das auf das Jahr 1912 zurückgeht. Seit 1990 verfügte W. Hamburger über eine Beteiligung am ungarischen Verpackungshersteller Dunapack, der 1995 vollständig in den Konzern eingegliedert wurde. Im Jahr 2007 wurde das Unternehmen Hamburger Recycling gegründet, das die Papierfabriken des Konzerns mit Altpapier versorgt. Von 2013 bis 2021 wurde der Konzern von Cord Prinzhorn geführt. Seit Herbst 2021 ist ein Management Board für die Leitung der Unternehmensgruppe zuständig.

## Hamburger Recycling
Hamburger Recycling ist ein Recyclingunternehmen, das seinen Tätigkeitsbereich in der Sammlung, Sortierung und Aufbereitung von Sekundärstoffen mit der Spezialisierung auf Altpapier hat. Mit dem aufbereiteten Altpapier werden sowohl die eigenen Papierfabriken, als auch externe Kunden beliefert.

## Hamburger Containerboard
Die Sparte Hamburger Containerboard ist für die Herstellung von Wellpappenrohpapier, Wellpappe, Karton und Gipskarton verantwortlich. Teil der Sparte Hamburger Containerboard ist Hamburger Rieger. Hamburger Rieger vereinigt die deutschen Werke von Hamburger Containerboard auf sich, die sich in Trostberg, Spremberg und Gelsenkirchen befinden.

## Dunapack Packaging
Unter dem Namen Dunapack Packaging werden Wellpappeverpackungen für Branchen wie Konsumgüter, E-Commerce, Möbel und Automotive hergestellt. Dies geschieht in 24 eigenen Betrieben in 11 Ländern.